# Vitrall

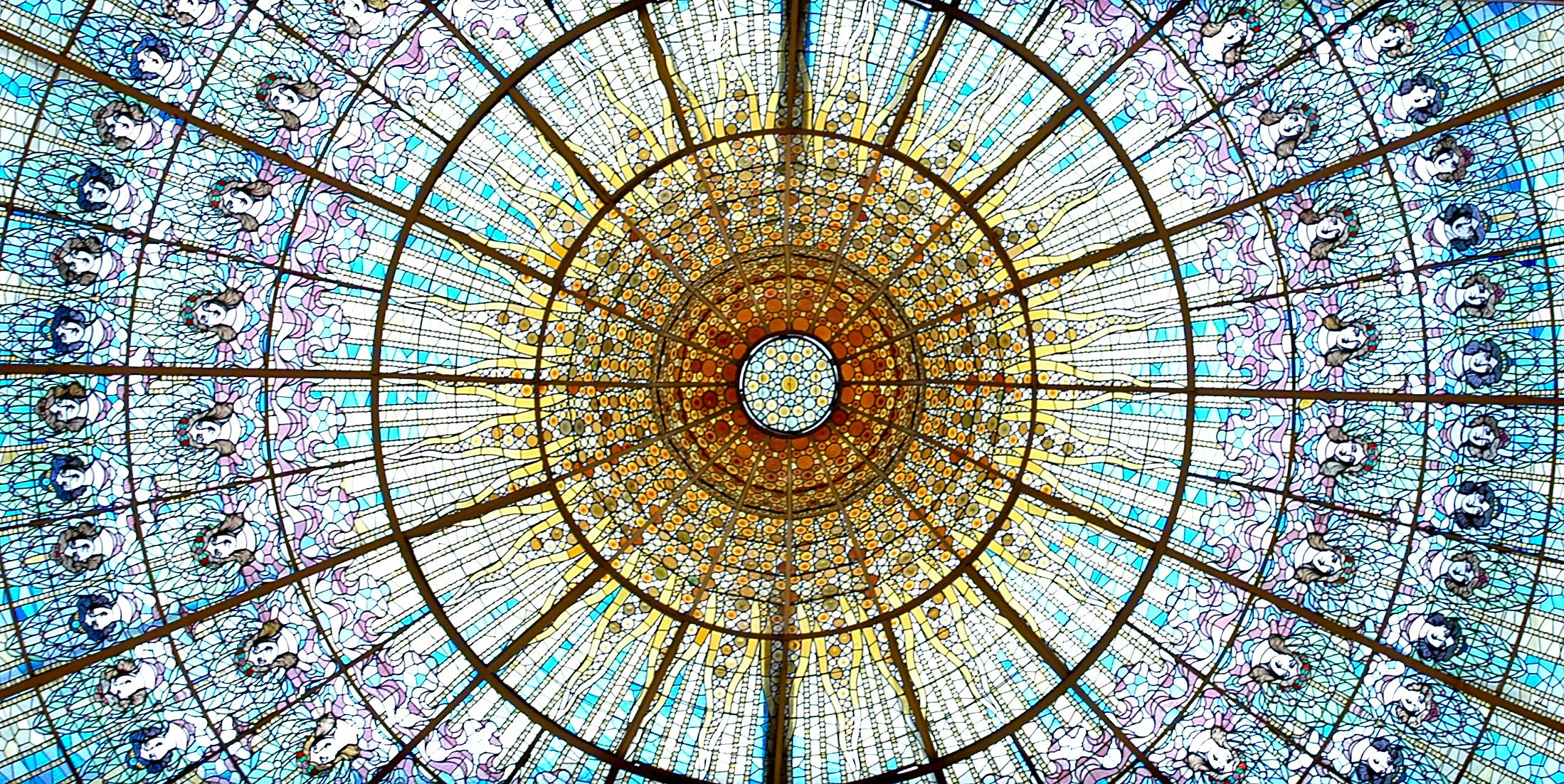
Vitrall del sostre del Palau de la Música Catalana fet per Antoni Rigalt

Un vitrall (del francès: vitrail) o una vidriera de colors és una composició pictòrica que combina vidres de colors units mitjançant franges o tires de metall, principalment plom. Al llarg de la seva història mil·lenària, el terme s'ha aplicat gairebé exclusivament a les finestres de les esglésies i altres edificis religiosos. Encara que tradicionalment es fan en panells plans i s'utilitzen com a finestres, les creacions dels vitralls moderns també inclouen estructures i escultures tridimensionals. L'ús vernacle modern sovint ha estès el terme "vitrall" per incloure llum de plom domèstica i objectes d'art creats a partir de vidre d'alumini exemplificat en les famoses làmpades de Louis Comfort Tiffany.
Com a material el vitrall és el vidre que s'ha acolorit afegint sals durant la fabricació i, generalment, després s'ha decorat de diverses maneres. El vidre de colors s'elabora en vitralls en els quals es disposen petits trossos de vidre per formar patrons o quadres, units per tires de plom, anomenades cames o calmes, i recolzats per un marc rígid. Els detalls pintats i la taca groga s'utilitzen sovint per millorar el disseny. El terme vitrall també s'aplica a les finestres de vidre esmaltat en què els colors s'han pintat sobre el vidre i després s'han fusionat al vidre en un forn; molt sovint aquesta tècnica només s'aplica a parts d'una finestra.
El vitrall, com a art i ofici, requereix l'habilitat artística per concebre un disseny adequat, i les habilitats d'enginyeria per muntar la peça. Una finestra ha d'encaixar perfectament en l'espai per al qual està feta, ha de resistir el vent i la pluja, i també, sobretot a les finestres més grosses, ha de suportar el seu propi pes. Moltes finestres grans han resistit la prova del temps i es van mantenir substancialment intactes des de la Baixa Edat Mitjana. A Europa occidental, juntament amb els manuscrits il·luminats, constitueixen la principal forma d'art pictòric medieval. En aquest context, el propòsit d'un vitrall no és permetre que els que es troben dins d'un edifici vegin el món exterior o fins i tot principalment admetre la llum, sinó controlar-la. Per aquest motiu, els vitralls s'han qualificat de «decoracions de parets il·luminades».
El disseny d'una finestra pot ser abstracte o figuratiu; pot incorporar narracions extretes de la Bíblia, la història o la literatura; poden representar sants o patrons, o utilitzar motius simbòlics, en particular armorial. Les finestres d'un edifici poden ser temàtiques, per exemple: dins d'una església: episodis de la vida de Crist ; dins d'un edifici del parlament: escuts de les circumscripcions electorals; dins d'una sala universitària: figures que representen les arts i les ciències; o dins d'una casa: flora, fauna o paisatge.
Segons l'Institut nacional dels oficis de l'art (en francès: Institut national des métiers d'art), l'estat francès és el país amb la superfície de vitrall més gran del món, és a dir, 90.000 m2 de vitralls.

## Producció

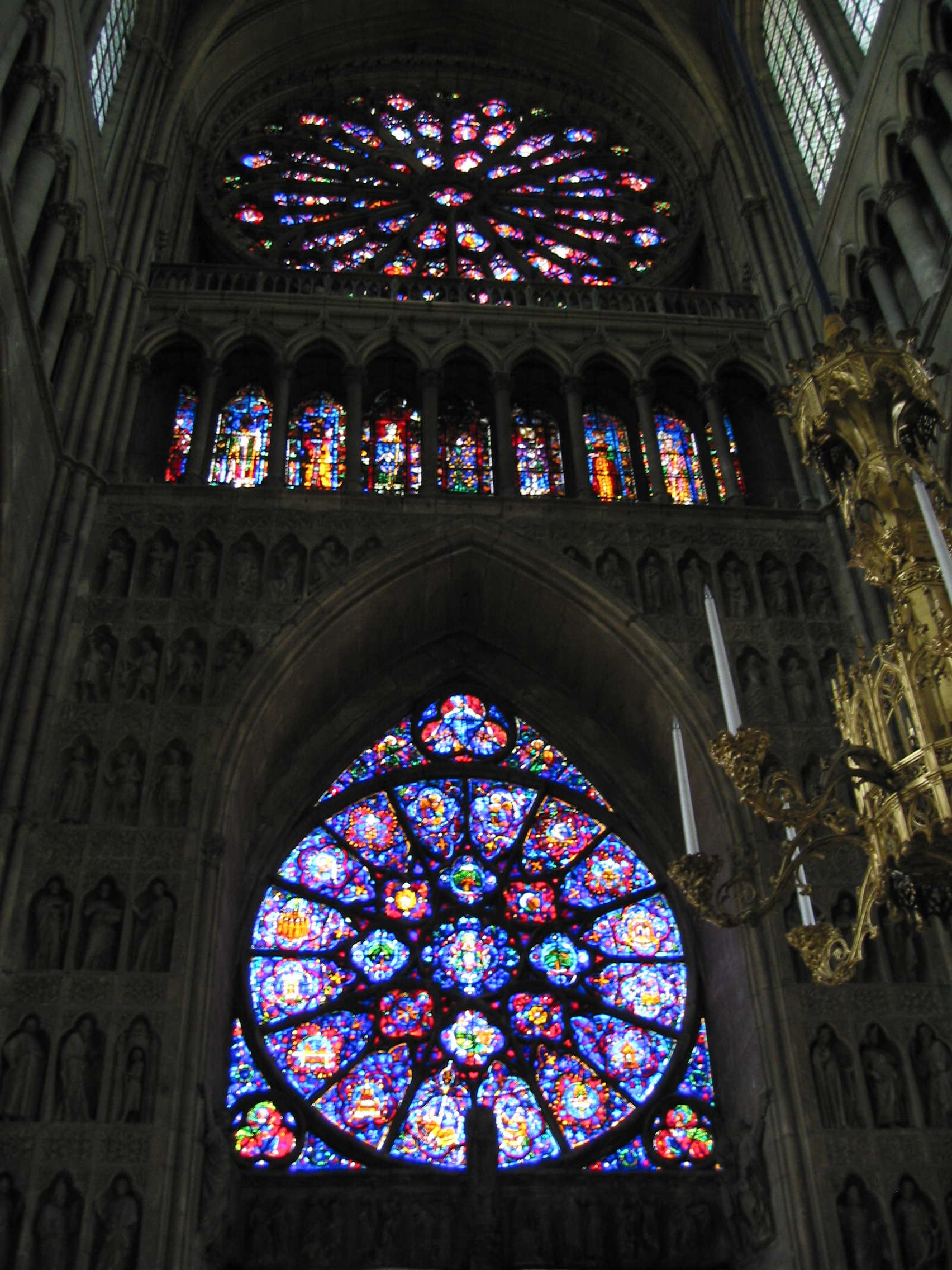
Rosassa de la Catedral de Reims. Illa de França. Segona meitat del segle XIII

A partir dels cartons dibuixats pels tallers artístics, l'art de fer vitralls consistia, a l'edat mitjana i fins al segle xx en la realització d'un gran nombre de peces tallades i tintats o tenyits de color en la massa o pintades, a vegades amb diverses cuites i la coloració de gran intensitat realçats amb traços de grisalla per ser finalment units amb tires de plom que delimiten les figures i aïllen els diferents colors per mantenir el seu valor. La massa de vidre plena de bombolles i impureses actua sobre la llum trencant-la en mil raigs de color. La mateixa tècnica, per no esborrar les figures amb la irradiació dels finestrals, imposa una composició plena en un espai sense profunditat, amb un dibuix precís i una certa riquesa de color.

## Els vitralls romànics
L'art dels vitralls es desenvolupà en les esglésies de l'Illa de França durant el romànic: en el cor gòtic de la Catedral de Le Mans amb els seus vitralls del segle xii que contenen ja representacions dels arts i oficis, i en la vidriera de l'Ascensió del segle xi (la més antiga d'Europa en un edifici religiós), també en els vitralls de les catedrals de Sens o de Saint-Pierre de Poitiers, amb la vidriera de la Crucifixió i en la Basílica de Saint-Denis de París amb les vidrieres de La infància de Jesús, L'arbre de Jesse, etc.., són els exemples més destacats d'aquest art durant la transició del romànic al gòtic. Aquests vitralls tenen una gamma càlida i brillant, les seves composicions segueixen les lleis de l'encaix superficial en sèries de motius geomètrics equivalents com medallons, lòbuls, etc.

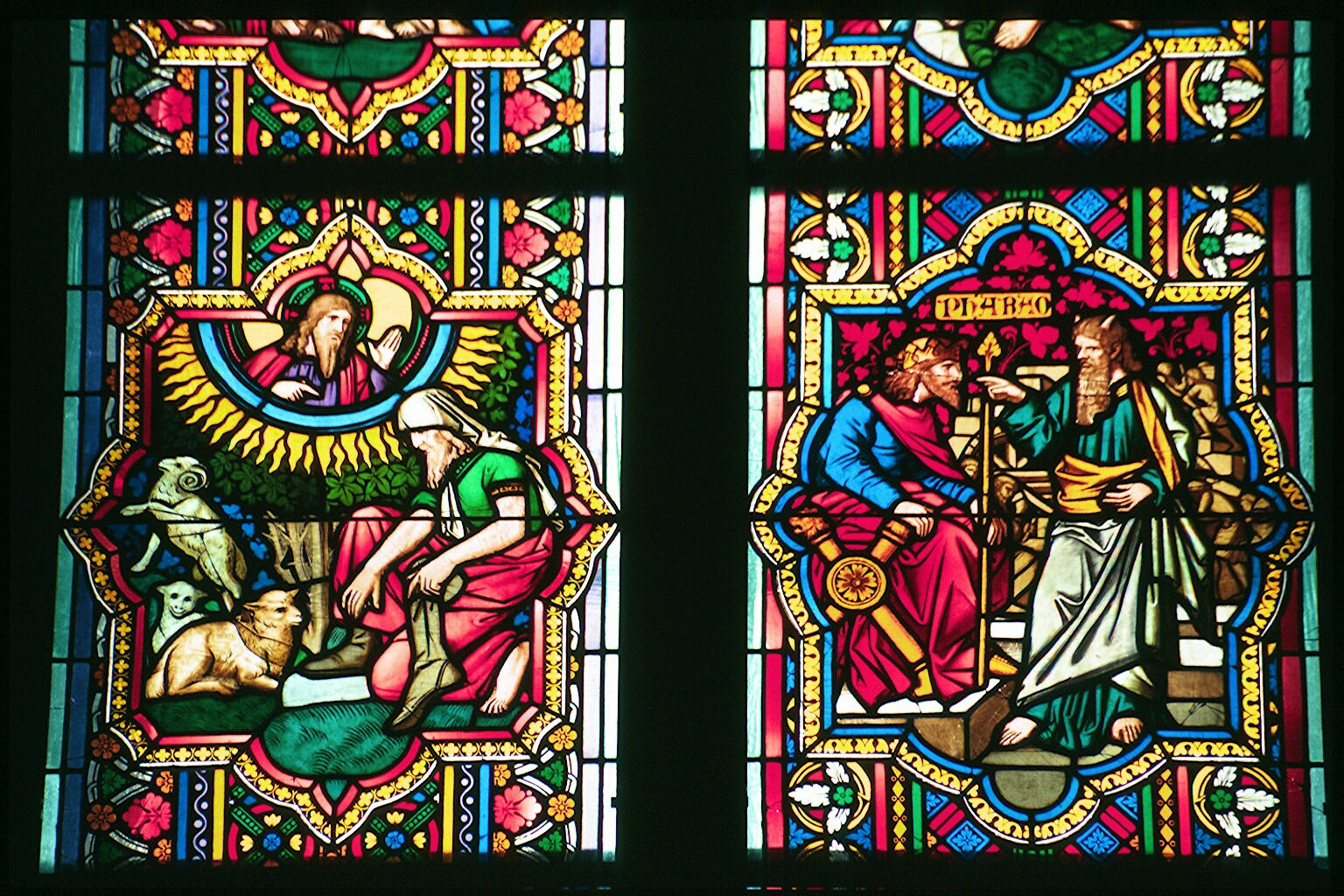
Moisès al Sinai i Moisès davant el Faraó. Detall en dos lòbuls d'una vidriera de la catedral de Colònia, Alemanya. Segona meitat del segle XIII

## Els vitralls gòtics
La vidriera, pel lloc que pren a les esglésies i catedrals és, en la França del segle xiii, la veritable pintura gòtica. Els vitralls substitueixen a la pintura mural que s'havia desenvolupat àmpliament durant el període romànic però que en el gòtic resta com un art complementari. Durant el període gòtic, l'art dels vitralls esdevé l'art hegemònic del color i del dibuix, pren les funcions simbòliques-docents de la pintura mural amb els seus complets programes iconogràfics que fan convergir a la major part dels tallers i centres artístics europeus, principalment de França, en el dibuix dels cartons que és el pas previ de la realització d'un vitrall. A Itàlia, el predomini de la vidriera no es va imposar i la tradició muralista no s'havia interromput des de l'antiguitat clàssica, de tal forma que la pintura va subsistir tant en els murs de les esglésies i en les capelles laterals com en retaules i en la pintura sobre taula que formen els frontis i els laterals dels altars.
La catedral gòtica evoca la imatge del «Jerusalem Celestial» i constitueix l'obra col·lectiva dels ciutadans de les ciutats de la baixa edat mitjana. Cada nova generació de paletes i artesans, en prendre el relleu de la generació anterior, fera avançar la construcció de la catedral de llur ciutat, continuarà el presbiteri o construira les capelles laterals o el creuer, etc. Cada nova església o catedral fera les seves naus més altes que les anteriors, tot suprimint progressivament el “mur de fàbrica” i substituint-lo pel que s'ha anomenat el "mur translúcid", és a dir, pels amplis finestrals amb vitralls de color que proporcionen a l'interior de les esglésies i catedrals una atmosfera càlida, acolorida i irreal on els fidels poden sentir-se segurs a l'empara de l'Església tot contemplant la "llum d'essència divina" tal com poèticament deia l'abat Suger que fou qui impulsà la construcció dels vitralls del cor de la Basílica de Saint-Denis de París, cap a mitjans del segle xii.

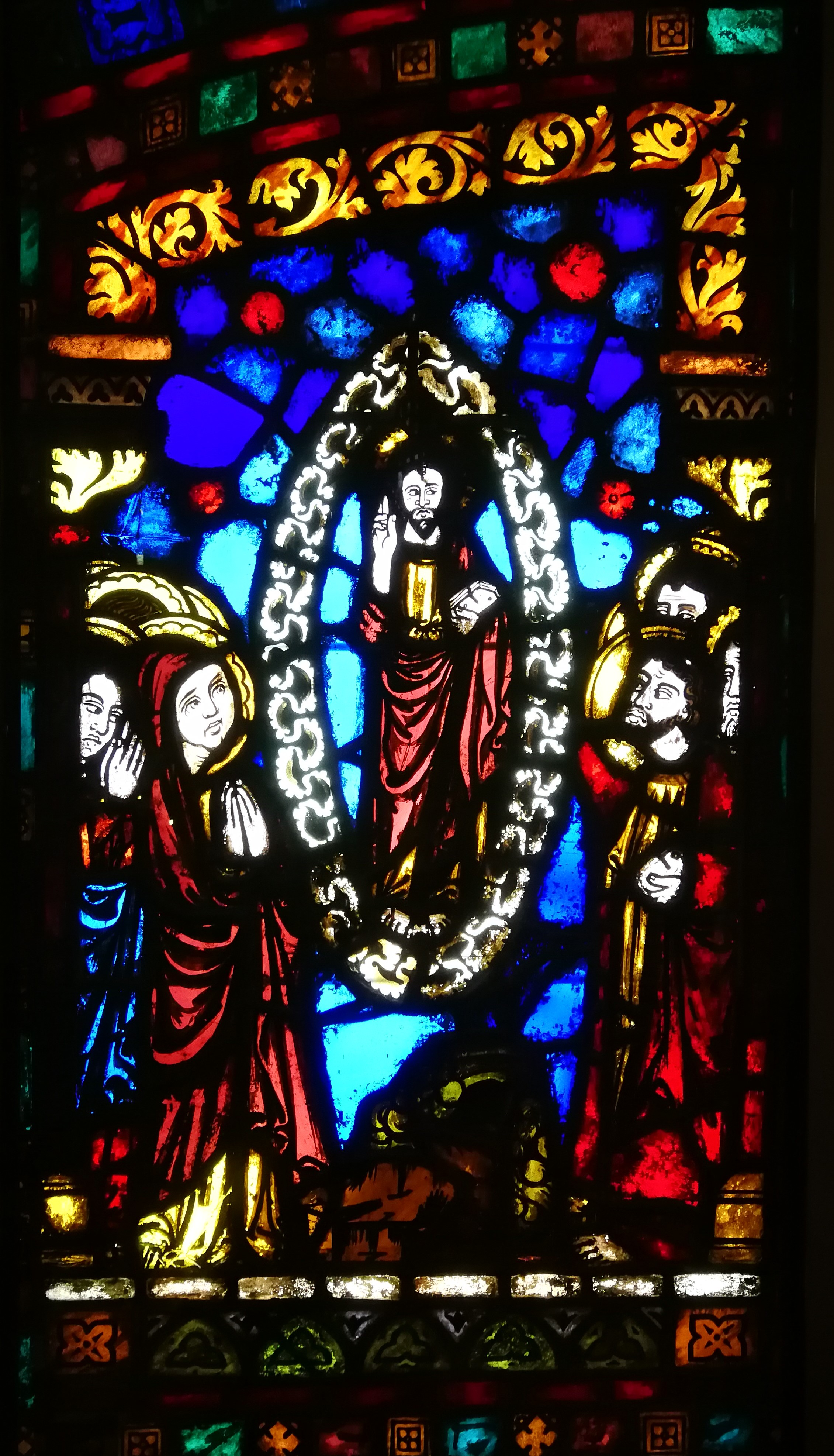
Un dels dos vitralls gòtics preservats de la Catedral de Santa Maria de la Mar a Barcelona

L'art dels vitralls domina a les restants tècniques de pintura a les quals imposa les seves lleis: la composició emmarcada en medallons, nínxols o altres compartiments, els colors vius i saturats, les formes delimitades i precises, etc.; són pautes estètiques que hi ha també en la il·lustració de llibres i miniatures esteses àmpliament per tot Europa. Aquest predomini del vitrall té l'excepció a Itàlia, on la tradició muralista no s'havia interromput des de l'antiguitat, o en altres llocs que com Catalunya acusaven ja des del romànic les influències italianes.
Els seus temes són els grans temes de l'Antic i Nou Testament, les històries de la Mare de Déu i dels sants i també les representacions d'activitats gremials o escenes de la vida quotidiana, les quals, progressivament pugen també a dalt dels vitralls de les catedrals.
En avançar l'estil es modificà la tècnica amb una nova gama de color basada en els fons incolors o grisos, en els tons trencats i els temes més humanitzats. L'invent del color groc de plata portarà a l'art dels vitralls, durant el segle xiv, a un preciosisme daurat i una lleugeresa que n'és l'apogeu.

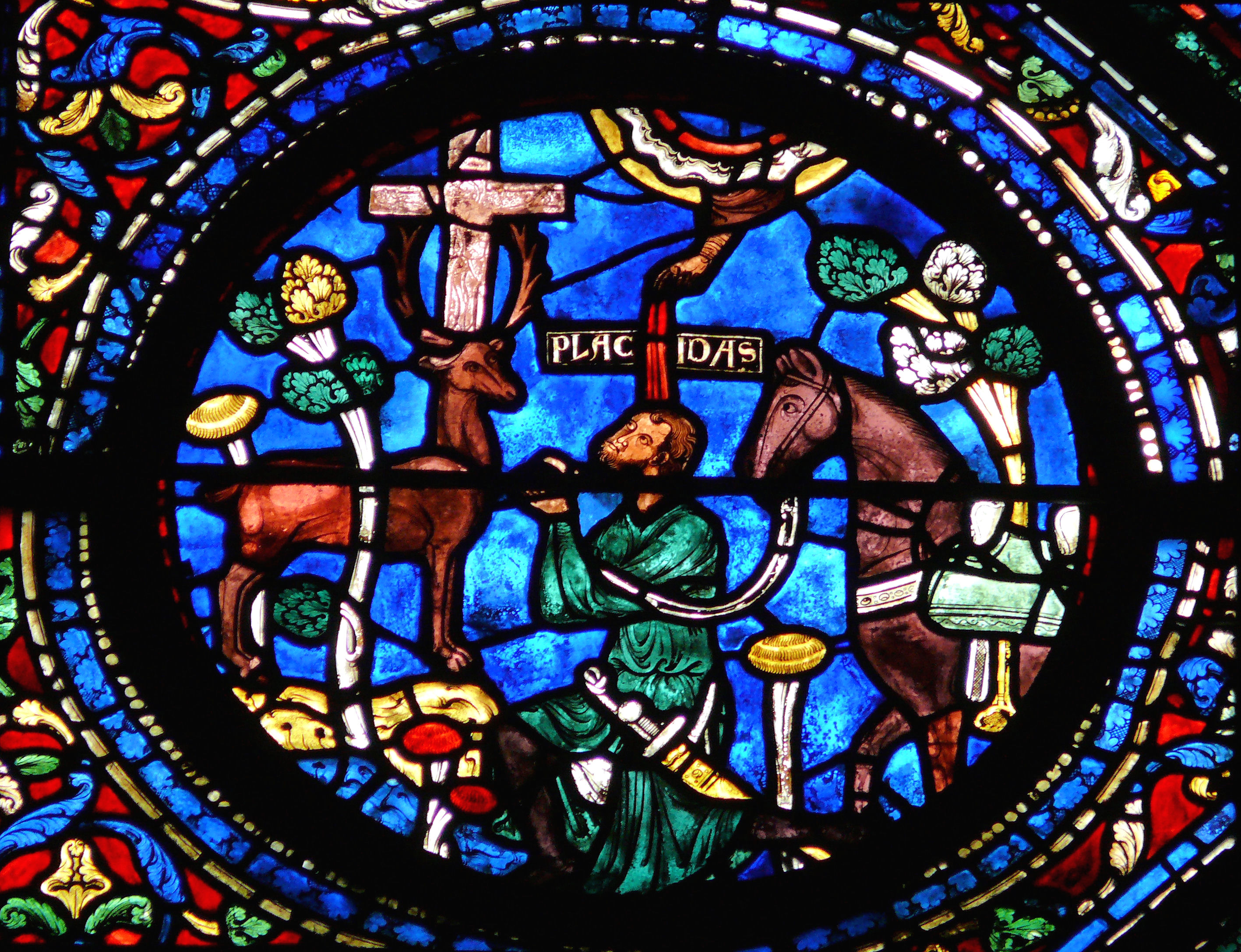
Vitrall de la vida de Sant Eustaqui a la catedral de Chartres

Un recorregut per les esglésies i catedrals amb els vitralls més destacats comença per la Catedral de Chartres, a França, ja que els vitralls hi constitueixen un dels conjunts de vitralls més bell i més ben conservat d'Europa. Comprèn 146 finestres amb 1.359 temes dels quals el vitrall de Notre-Dame de la Belle-Verrière n'és el més famós. També són destacats els vitralls de Sant Eustaqui, les rosasses i el vitrall del Zodíac.
L'expansió de l'art gòtic per tot Europa tingué lloc durant la primera meitat del segle xiii, amb un apogeu devers la dècada del 1260 quan es van acabar les catedrals de Beauvais a França, de Colònia i de Lleó a Espanya. És en aquesta etapa clàssica quan l'arquitectura es fa més complexa: les naus s'aixequen fins a unes alçades mai vistes, els arcbotants es dupliquen para sostenir aquestes voltes tan elevades i els pinacles es fan més voluminosos. En aquesta etapa les portades passen de les tres portades clàssiques de Reims o Amiens a les cinc portades de Bourges o Lleó. Els finestrals deixen de ser perforacions en el gruix del mur per a transformar-se en panys de paret translúcids, plens de vidre entre filigranes de pedra.

## Els vitralls de l'Art Modern

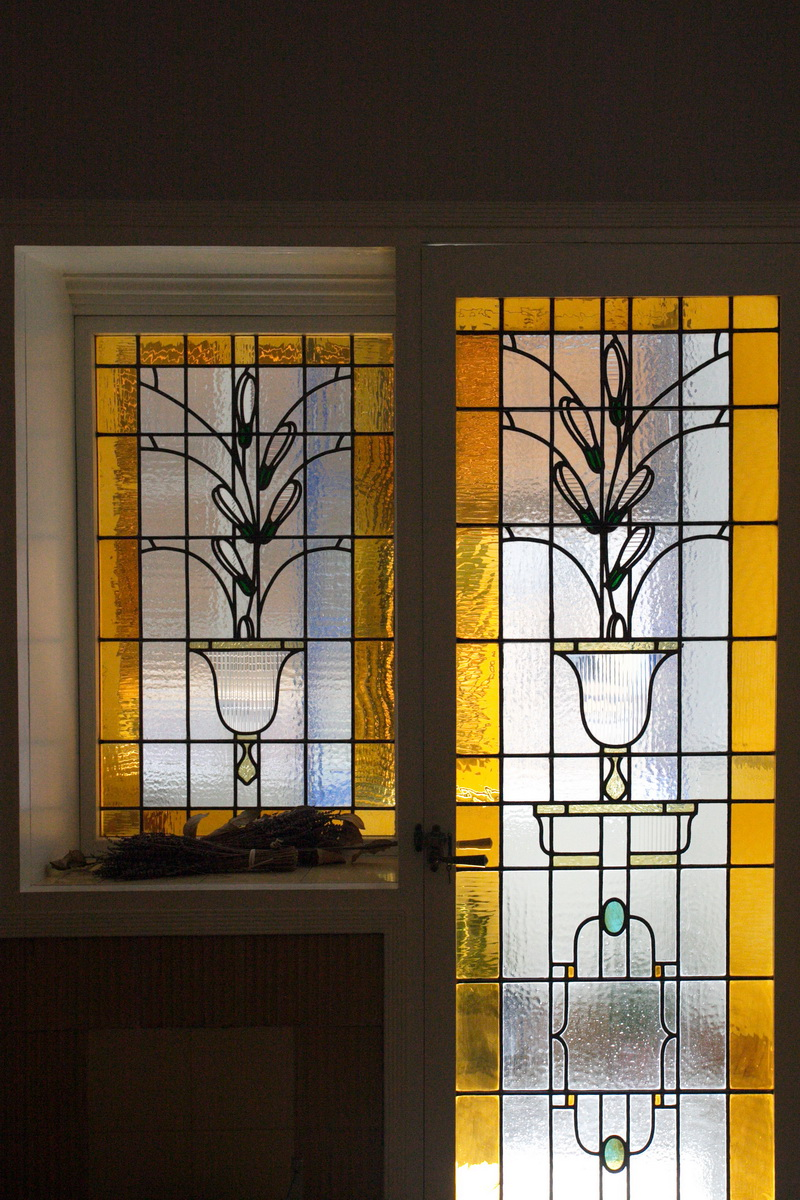
Vitrall interior de la Casa Masó

Al segle xx, l'art modern representat per Marc Chagall, Georges Rouault i altres grans pintors, tornaran al disseny de cartons per a la confecció de vitralls, els quals continuaran tenint el seu lloc en la Història de la Pintura.
A Catalunya existeix una gran varietat de vitralls modernistes. Se'n pot trobar a Girona, a la Casa Masó restaurada per l'arquitecte Rafael Masó, el qual els va utilitzar per crear més lluminositat dins la casa, i donar una sensació de més profunditat o també a Can Domènech, seu del Museu d'Art de Cerdanyola on es poden admirar els tres plafons anomenats «Les Dames de Cerdanyola».

## Tipus de vidres utilitzats als vitralls
- Catedral: És un vidre llis per una cara i lleugerament irregular per l'altra amb el qual s'aconsegueix fer vibrar la llum.
- Americà o Tiffany: És un vidre opalescent amb llepades de color més intens o de diferents colors que s'aconsegueix amb la barreja de diferents òxids en el procés de fabricació. Va ser creat per Louis Comfort Tiffany.
- Imprès: Vidre de planxa que representa un dibuix en relleu (estrella, ratllat,..) que reforça la seva lluminositat.
- Ciba: Vidre en forma de disc amb gruixàries concèntriques diferents que aporta al vitrall diverses intensitats de color segons el gruix. La part central acostuma a ser la de major grossor i color.
- Emmotllat: Vidre fet amb motllo amb relleus en formes ornamentals: flors, lliris, fulles, etc.
- Marmolita: Vidre opalescent fabricat a França i emprat en exclusiva pel vitraller Joan Espinosa. S'assembla al Tiffany i el seu nom prové del marbre que imitava.
- Gravats a l'àcid: Vidres tractats amb àcid fluorhídric i vernís per formar dibuixos, sanefes o lletres a partir del contrast de les parts atacades per l'àcid que són mats, i les reservades pel vernís que són transparents.
- Mussolines: Vidres molt fins gravats a l'àcid que tenen la funció de filtrar la llum com si es tractés d'una cortina o mussolina. El motius que acostumen a tenir són dissenys de blondes o teixits de seda.
- Pintats: Vidres sobre els que s'aplica pintura en fred, habitualment a l'oli, i que té una durada limitada.
- Glaciers:Vidres plans coberts d'un paper translúcid molt fi amb dibuixos impresos que es col·locaven a les portes dels armaris de cuina, que separaven estances o als celobert d'escales.

## Vitrallers dels Països Catalans
- Antoni Pons i Cirac[11]
- Antoni Rigalt i Blanch
- Francesc Elias i Bracons[12]
- Francesc Fornells-Pla[13]
- Frederic Vidal i Puig
- Jeroni Ferran Granell i Manresa
- Joan Espinagosa i Farrando
- Joan Vila i Grau[14]
- Joan Vila i Rufas[15]
- Els germans Josep Maria Bonet i Xavier Bonet[16]
- Llucià Navarro i Rodon[17]
- Nicolau de Maraia[18]
- Rafael Bastardas i Parera[19]
- Ricard Crespo Boquera
- Santiago Padrós i Elias[20]
- Maria Puig i Clotet[21]